# Euphorbia telephioides
Euphorbia telephioides — вид рослин із родини молочайних (Euphorbiaceae), ендемік Флориди.

## Опис
Це багаторічна трава з потовщеним кореневищем. Стебла прямовисні або висхідні, 20–30nbsp;см заввишки. Листя: ніжка листка зазвичай відсутня або нечітка, іноді до 5.5 мм; листові пластини від еліптичних до зворотно-яйцеподібних, 31–60 × 7–32 мм, товсті й м'ясисті, основа послаблена або клиноподібна, верхівка гостра, тупа або з кінчиком. Циатії в цимозному суцвітті, на ніжках 3–9.2 мм. Квітки червонуваті. Період цвітіння й плодоношення: весна — осінь. Коробочка яйцювато-сплюснута, 5.2–5.6 × 6.6–8.3 мм, 3-лопатева. Насіння від чорнуватого до темно-коричневого забарвлення, від яйцюватої до кулясто-яйцюватої форми, округле в перерізі, 3.2–3.5 × 2.6–3.1 мм, гладке, основа від закругленої до сплощеної, вершина округла.

## Поширення
Ендемік східно-центральної Флориди. Населяє чагарникові соснові рівнини, луки, порушені ділянки, часто на піщаних ґрунтах; на висотах 0–20 метрів.